# Sieges Even
Sieges Even fue una banda de metal progresivo proveniente de Munich, Alemania. La agrupación fue fundada inicialmente con el nombre de Sodom (no confundir con la banda alemana de thrash metal Sodom) a comienzos de los años 1980, publicó su primer demo en 1983 y adoptó el nombre de Sieges Even en 1985.
En 2008 la banda se separó debido a diferencias entre sus miembros. Markus Steffen y Arno Menses formaron la banda Subsignal, mientras que los hermanos Holzwarth han hecho parte de varios proyectos musicales. Desde 2011, ambos son músicos oficiales de la banda italiana Rhapsody of Fire.

## Discografía

### Demos
- Demo (1983 como Sodom)
- Demo '86 (1986)
- Demo '87 (1987)
- Repression and Resistance (1988)
- What's Progressive? (1994)
- Equinox (2000 como Looking-Glass-Self)
- Footprints of Angels (2003 como Val'Paraiso)

### Álbumes
- Life Cycle (1988)
- Steps (1990)
- A Sense of Change (1991)
- Sophisticated (1995)
- Uneven (1997)
- The Art of Navigating by the Stars (2005)
- Paramount (2007)
- Playgrounds (2008)

## Músicos

### Última alineación
- Arno Menses − voz (The Art of Navigating by the Stars, Paramount, Playgrounds)
- Markus Steffen − guitarra (todos los álbumes excepto Sophisticated, Uneven)
- Oliver Holzwarth − bajo
- Alex Holzwarth − batería

### Músicos anteriores
- Franz Herde – voz (Life Cycle, Steps)
- Jogi Kaiser – voz (A Sense of Change)
- Wolfgang Zenk – guitarra (Sophisticated, Uneven)
- Greg Keller – voz (Sophisticated, Uneven)
- Börk Keller − teclados (Uneven)
- Markus Burchert – guitarra
- Andre Matos – voz